# Dichotomius carolinus
Dichotomius carolinus, é uma espécie de escaravelho da família Scarabaeidae, informalmente denominado como "Besouro Rola-Bosta". Outras espécies compartilham o mesmo nome informal devido ao comportamento característico de empurro de agregados de fezes de ruminantes com seus membros dianteiros, formando um bola de esterco. A bola é utilizada como fonte de nutrientes para o besouro e/ou para nutrir sua prole.